# Minictena luteola
Minictena luteola is een soort in de taxonomische indeling van de ribkwallen (Ctenophora). 
De kwal behoort tot het geslacht Minictena en behoort tot de familie Pleurobrachiidae. De wetenschappelijke naam van de soort werd voor het eerst geldig gepubliceerd in 1993 door C. Carré & D. Carré.